# Guy Malherbe
Ne doit pas être confondu avec Guy de Malherbe.
Pour les personnes ayant le même patronyme, voir Malherbe.
Guy Malherbe, né le 9 avril 1946 à Montpellier, est un homme politique français. Membre de l’Union pour un mouvement populaire, il est député de l'Essonne (4e circonscription) de 2007 jusqu'au 22 mars 2012 et maire d’Épinay-sur-Orge de 1995 à 2017.

## Biographie
Guy, André, Jean-Pierre Malherbe est né le 9 avril 1946 à Montpellier. Guy Malherbe est diplômé d’un Diplôme d'études supérieures spécialisées de finances publiques et de fiscalité, Paris1 Sorbonne.

### Carrière professionnelle
Guy Malherbe entame sa carrière de haut fonctionnaire au ministère des finances, à la direction du personnel et des services généraux, où il est chargé de la préparation du budget des services financiers, des monnaies et médailles et de l’imprimerie nationale, puis en qualité d’attaché d’administration centrale au poste de chargé de la gestion administrative des administrateurs civils au ministère de l’Intérieur de 1976 à 1978 puis devient attaché principal d’administration centrale en 1978 affecté au ministère de l’Économie et des Finances de 1978 à 1986, il devient ensuite conseiller technique auprès du Président de la commission des finances Christian Poncelet et des rapporteurs généraux du budget les  sénateurs Maurice Blin puis Roger Chinaud de 1986 à 1991, puis est nommé conseiller technique pour les questions budgétaires auprès du ministre des anciens combattants du second gouvernement d’Alain Juppé Pierre Pasquini de 1996 à 1997,, puis revient au ministère de l’Économie et des Finances en 2002 en qualité d’adjoint au Haut fonctionnaire de Défense , ensuite il exerça au comité pour l’implantation territoriale des emplois publics et au contrôle budgétaire du ministère de l’Education nationale de 2000 à 2007

### Carrière politique
Guy Malherbe entame sa carrière politique lors des élections municipales de 1989 à Épinay-sur-Orge sur la liste du maire sortant RPR Christian Jeu, liste élue dès le premier tour avec 57,98 % des voix. Lors des élections municipales de 1995, il est à son tour élu maire dès le premier tour avec 55,55 % des voix. Il est réélu lors des élections municipales de 2001 dès le premier tour avec 63,31 % des voix et remporte cette même année lors des élections cantonales le canton de Longjumeau, passé au socialiste Philippe Schmit en 1994, avec 64,07 % des voix au second tour. Lors des élections législatives de 2007, il est positionné comme suppléant de la députée sortante Nathalie Kosciusko-Morizet, le tandem remportant l’élection avec 56,09 % des voix. Lorsque celle-ci est nommée secrétaire d'État à l’Écologie puis à la Prospective et à l’Économie numérique dans le second gouvernement de François Fillon puis ministre de l’Écologie, du développement durable, des transports et du logement dans le troisième gouvernement de François Fillon, Guy Malherbe devient député le 20 juillet 2007. Les élections municipales de 2008 lui permettent d’être réélu maire d’Épinay-sur-Orge sur une liste divers droite avec 53,21 % des voix dès le premier tour. Guy Malherbe est réélu maire en 2014 face à trois liste d’opposition (gauche, FN, divers droite) pour un quatrième mandat . Il démissionne en novembre 2017 à la suite d'ennuis de santé.
Ayant des soucis de santé, il se met en retrait de ses fonctions de maire d'Épinay-sur-Orge au printemps 2016, avant de démissionner de cette fonction en novembre 2017, tout en restant conseiller municipal.

## Décorations et récompenses
Guy Malherbe est élevé au rang de chevalier dans l’ordre national de la Légion d'honneur,.

## Pour approfondir